# Psorophora columbiae
Psorophora columbiae, conocido generalmente como mosquito de los claros, es una especie de mosquito de la familia Culicidae. Se pueden encontrar en América del Norte, principalmente en el sur de los Estados Unidos, desde la costa oriental hasta estados como Luisiana o Texas, aunque se pueden encontrar en todas las costas del Golfo de México. 
En la región central de Texas, se han reportado híbridos de esta especie con Psorophora Tolteca, debido a una superposición en el área de distribución de ambas especies.
La hembra de psorophora columbiae deposita sus huevos en el suelo húmedo. Estos son estructuras alargadas oscuras de aproximadamente 0,5 mm de largo con numerosas protuberancias similares a espinas que facilitan su adhesión al sustrato.
Respecto a la transmisión de enfermedades, un estudio sobre su potencial para transmitir el virus de la fiebre del valle del Rift reportó que si bien esta especie puede ser infectada con facilidad, su glándula salivar presenta una barrera significativa que reduce drásticamente el riesgo de trasmisión de esta enfermedad.

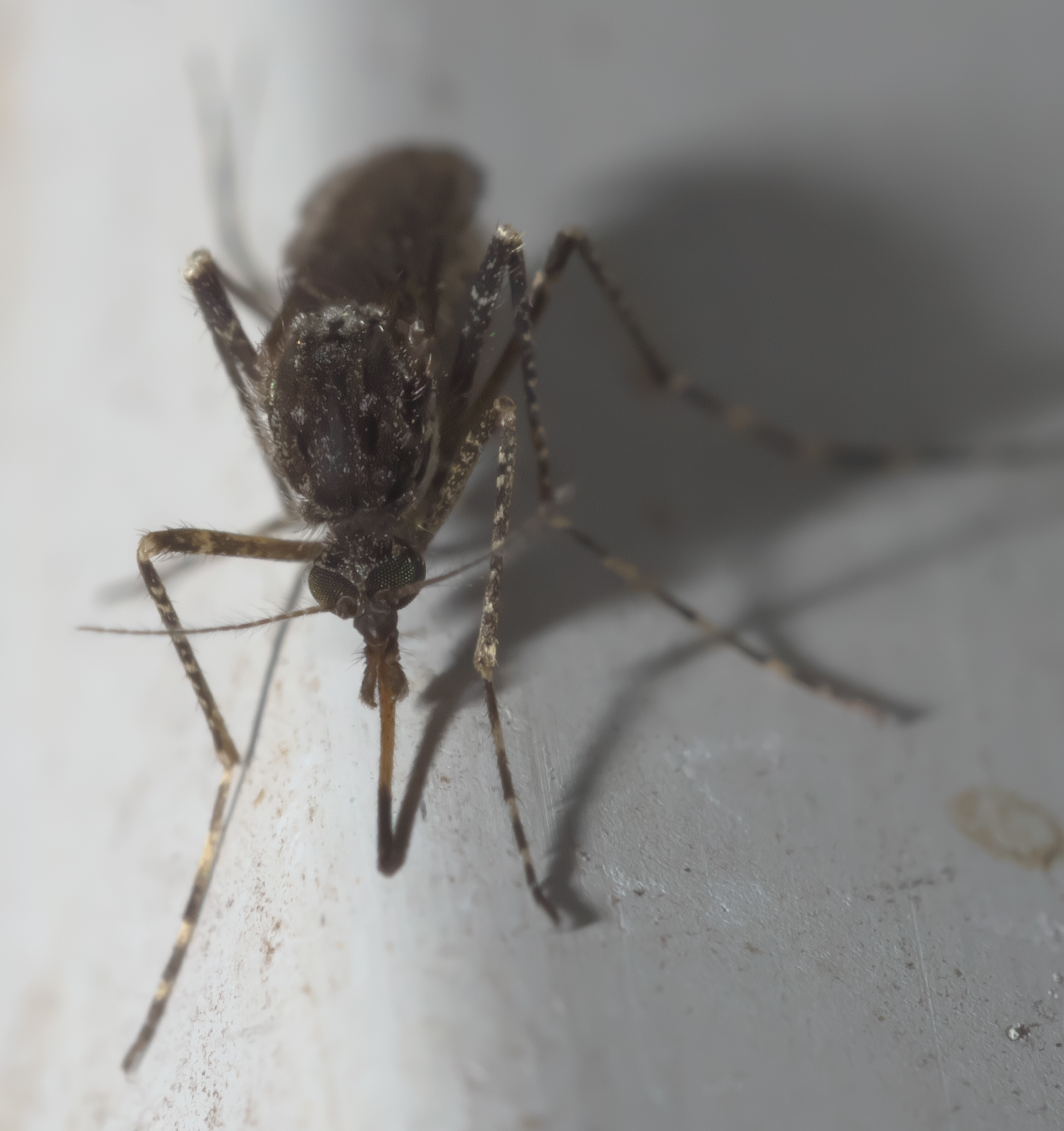
Mosquito de los claros, Psorophora columbiae